# Tetjana Slipatschuk

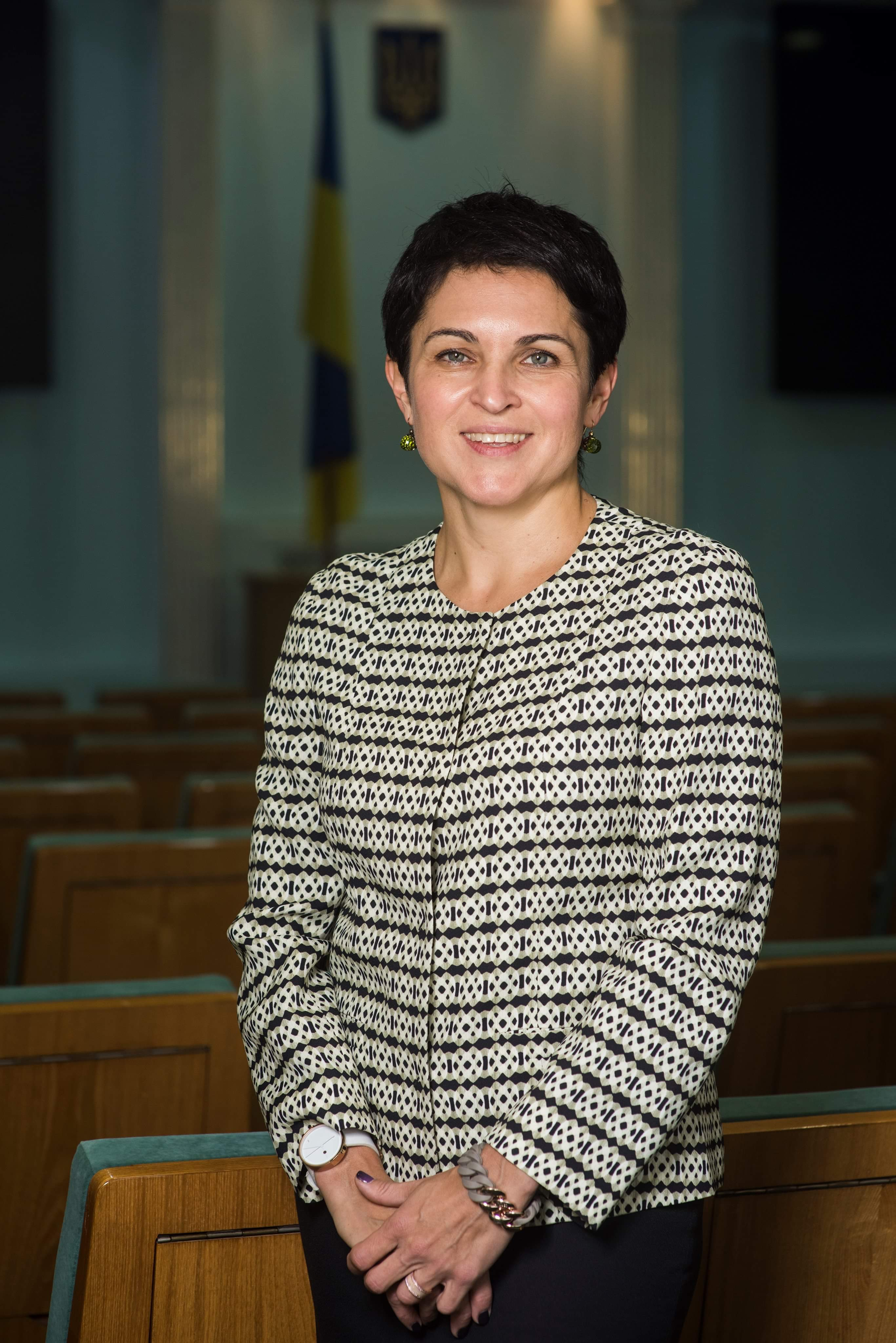
Tetjana Slipatschuk 2019

Tetjana Wolodymyriwna Slipatschuk (ukrainisch Тетяна Володимирівна Сліпачук; * 25. Mai 1968 in Kiew, Ukrainische SSR) ist eine ukrainische Juristin. Als Vorsitzende der Zentralen Wahlkommission der Ukraine war sie von Oktober 2018  bis September 2019 Behördenleiterin einer obersten nationalen Behörde der Ukraine.

## Leben
Slipatschuk kam in Kiew zur Welt und absolvierte dort 1990 an der Taras-Schewtschenko-Universität ein Jurastudium.
Anschließend war sie an gleicher Universität Assistent der Abteilung für Wirtschaftsrecht, bis sie 1992 zur Forschungs- und Entwicklungsgruppe für die Ausarbeitung des Handelsgesetzbuches der Ukraine wechselte. Von 1994 bis 2004 war sie als Generalsekretärin des Internationalen Handelsschiedsgerichts bei der Industrie- und Handelskammer der Ukraine tätig und in den Jahren 1999 bis 2001 war sie zudem Mitglied der Expertengruppe der Wirtschaftskommission der Vereinten Nationen für Europa zur Genfer Konvention von 1961. Zwischen 2004 und 2015 war sie die wissenschaftliche Leiterin des Forschungsinstituts für Privatrecht und Unternehmertum der Akademie der Rechtswissenschaften der Ukraine und, zwischen 2004 und 2011, Partnerin der Kiewer Anwaltskanzlei Vasily Kisil & Partners und leitete dort die Abteilung für internationalen Handel und Schiedsgerichtsbarkeit. In den Jahren 2012 bis 2016 war sie die Präsidentin der Ukrainian Arbitration Association und von 2011 bis 2018 zudem Partner der Anwaltskanzlei „Sayenko Kharenko“.
Am 5. Oktober 2018 wurde sie, in Nachfolge von Mychajlo Ochendowskyj, zur Vorsitzenden der Zentralen Wahlkommission der Ukraine gewählt. Dieses Amt hatte sie bis zum 13. September 2019 inne.